# اتریشی‌ها
اُتریشی‌ها (به آلمانی: Österreicher) یک گروه قومی ژرمن هستند که متشکل از جمهوری اتریش، که در یک فرهنگ اتریشی مشترک و خویشاوندی تبار و تاریخ اتریشی مشترک هستند. اصطلاح «اتریشی» برای اشاره به جمعیتی استفاده شده که از قرن ۱۷ یا ۱۸ و پس از آن، در طول قرن ۱۹، در امپراتوری هابسبورگ زندگی می‌کرده‌اند. به دنبال آن به شهروندان امپراتوری اتریش (۱۸۰۴–۱۸۶۷) اشاره شده، و از سال ۱۸۶۷ تا سال ۱۹۱۸ به شهروندان سیسلتنیا.

## نگارخانه

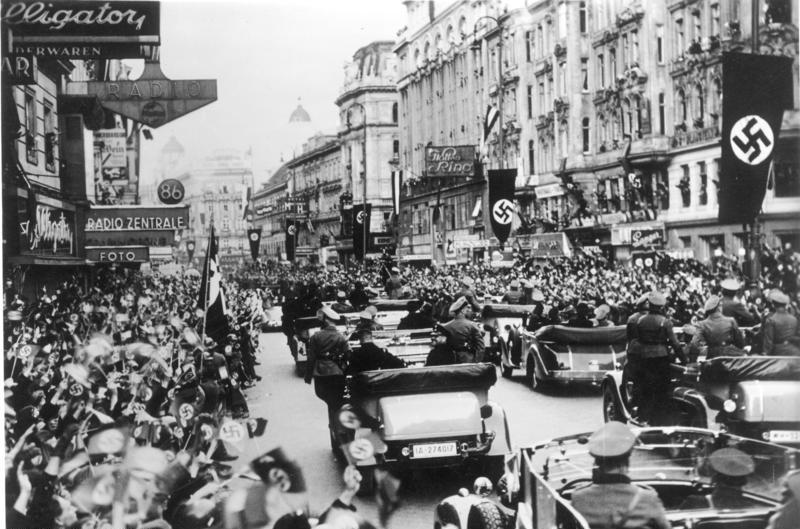
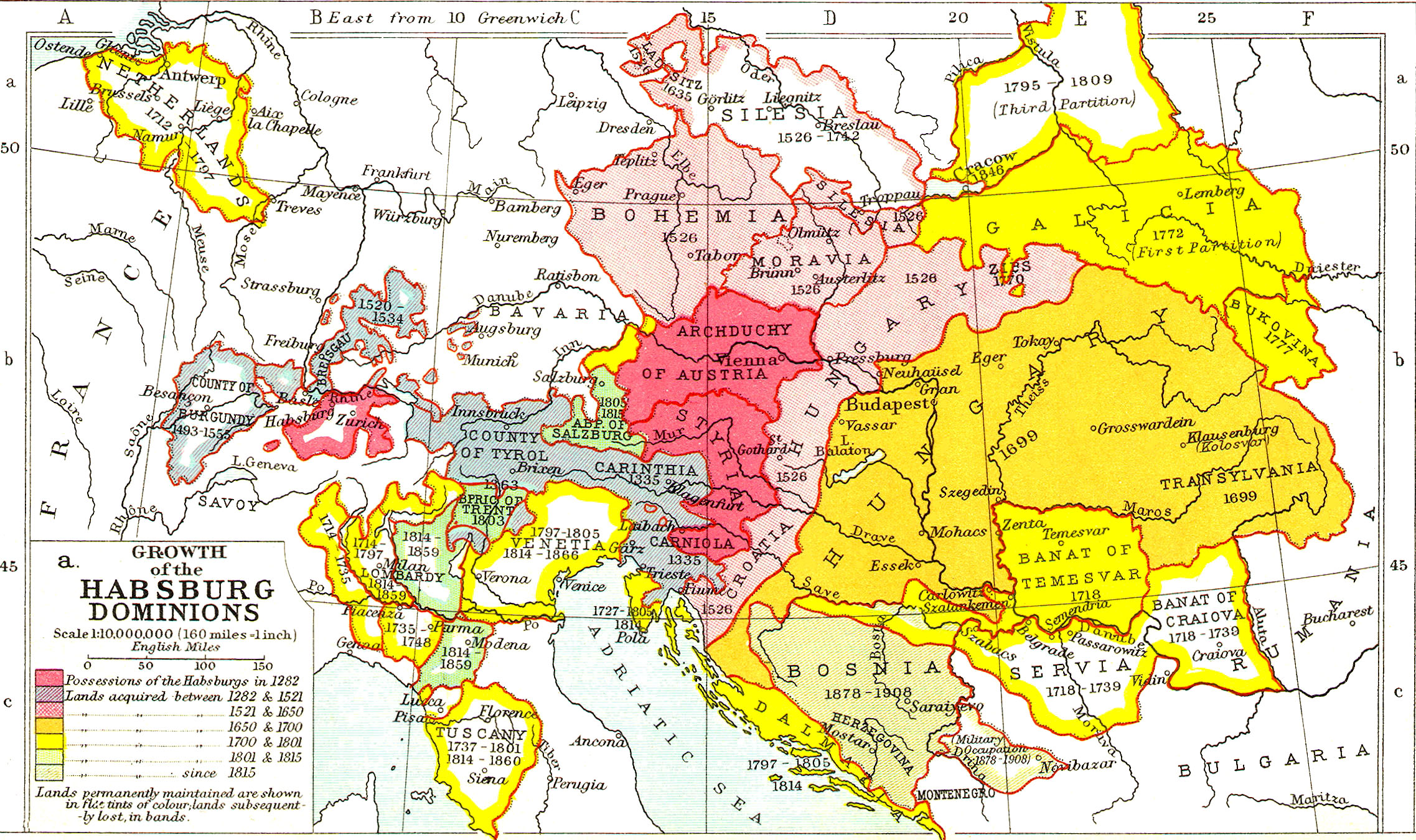
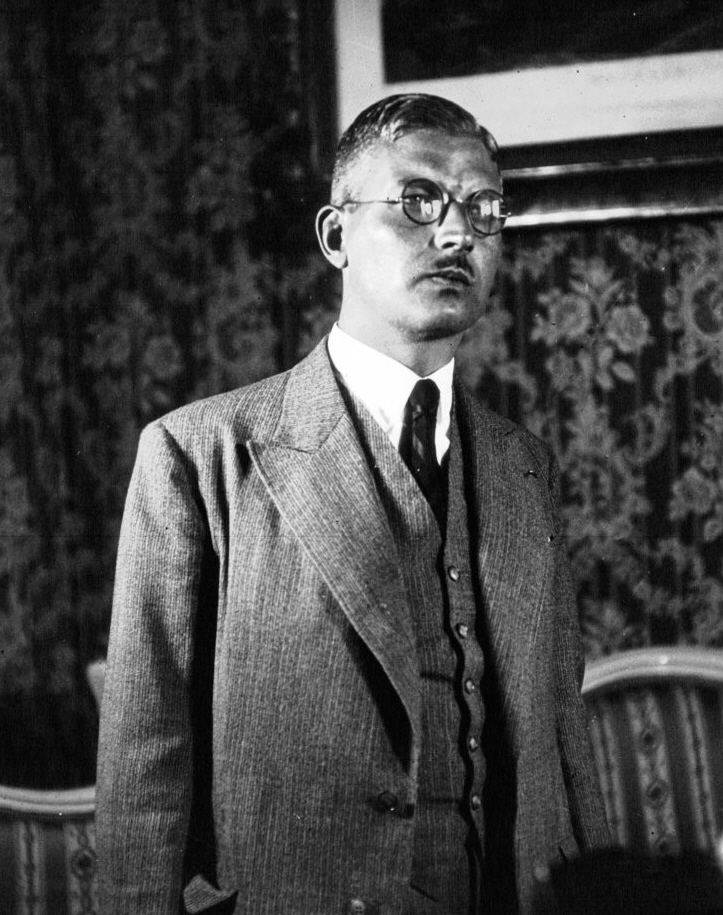
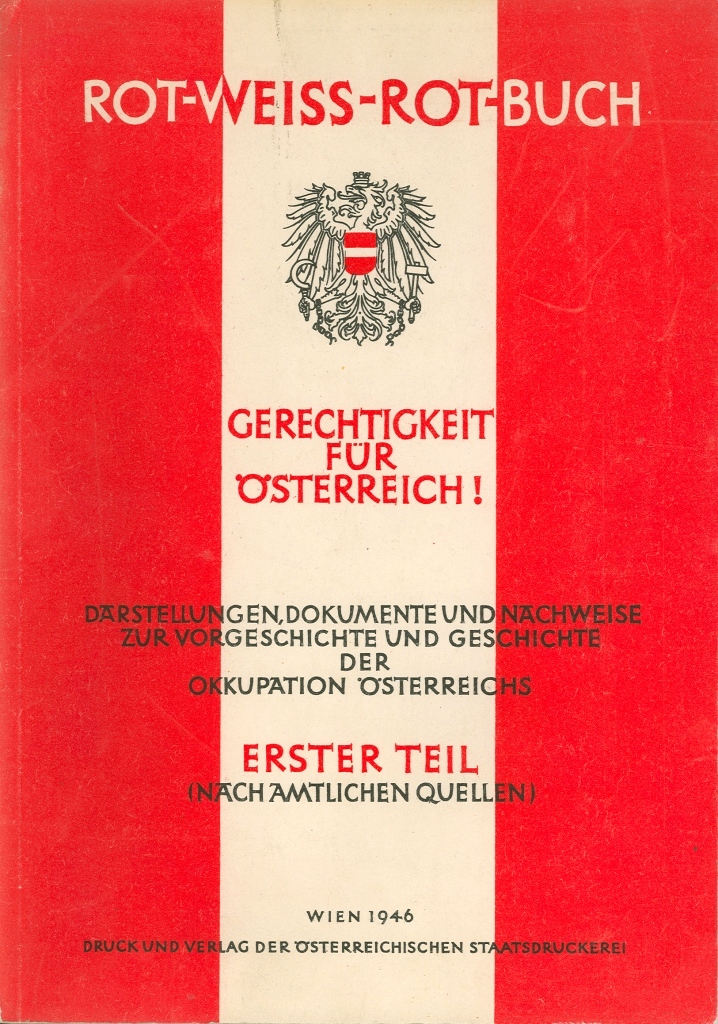
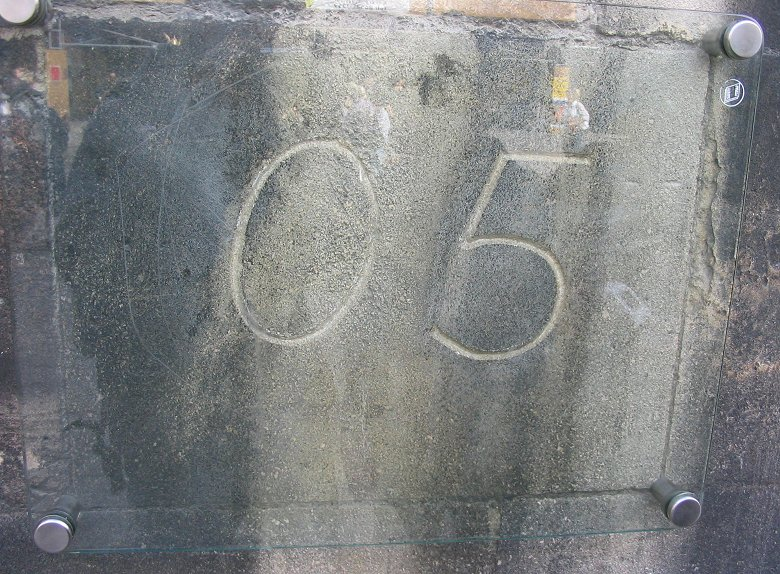